# Pararge punctata
Pararge punctata är en fjärilsart som beskrevs av Gussich 1917. Pararge punctata ingår i släktet Pararge och familjen praktfjärilar. Inga underarter finns listade i Catalogue of Life.